# オープンアクセス・リポジトリ要覧

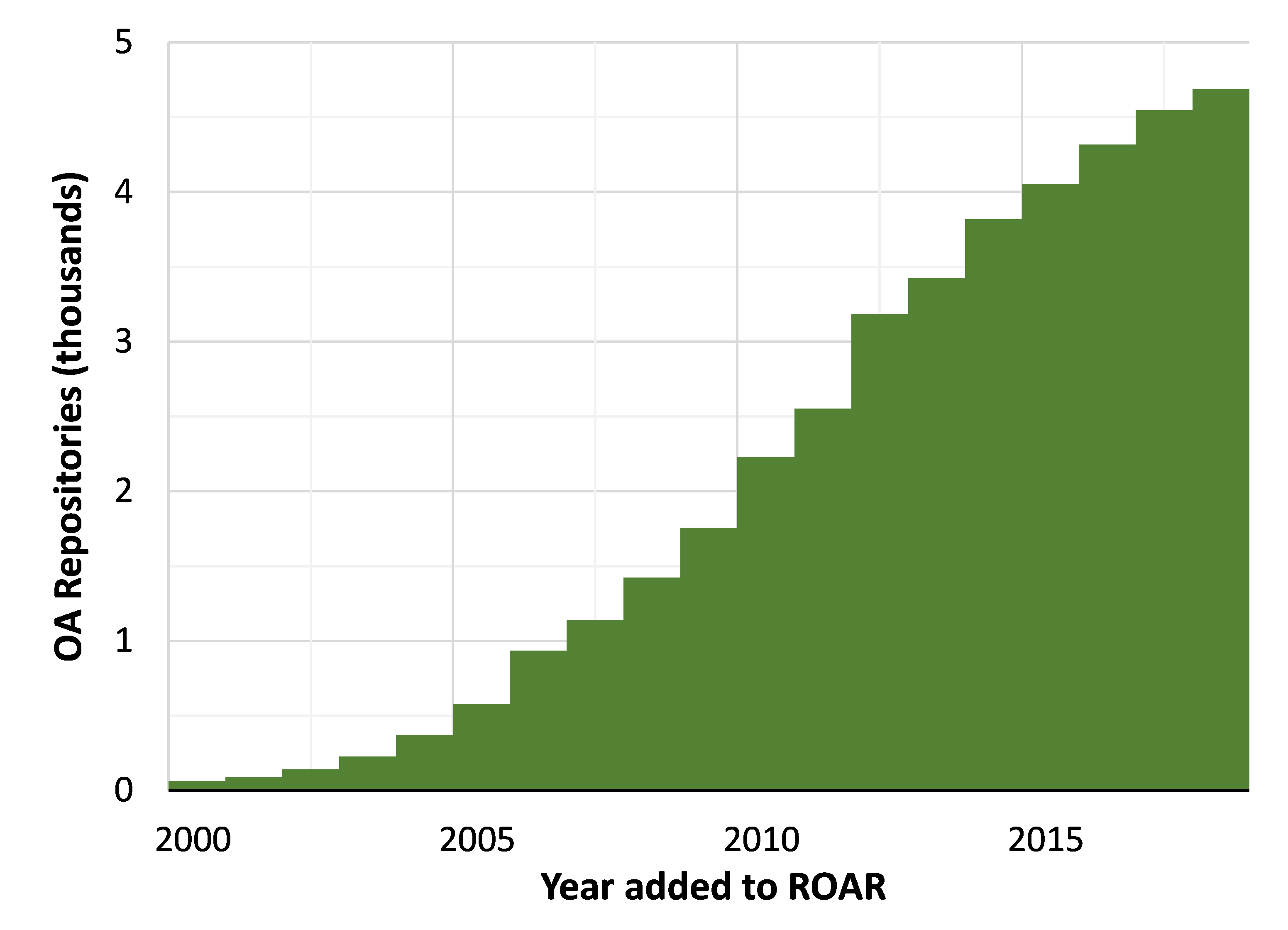
オープンアクセス・リポジトリ（ROAR）の発展（2000年-2018年）

オープンアクセス・リポジトリ要覧（英: Registry of Open Access Repositories, 略称ROAR）は検索可能な国際データベースで、オープンアクセスの機関リポジトリとそのコンテンツの作成と設置先、発展を索引化する。設立は2003年、イギリスのサウサンプトン大学 に所属するEPrintsが手がける。当初は「Institutional Archives Registry」と称し、2006年に改称して「Registry of Open Access Repositories」となる。機関リポジトリと機関間リポジトリの登録は3,000件超。 
ROARとイギリス本拠のオープンアクセス・リポジトリ要覧（OpenDOAR）は2015年時点で「世界のオープンアクセスのウェブディレクトリとして一二を争うと見なされた。規模はROARのほうが大きく要覧へ直接、出稿を受け付ける点、後者は出稿管理を担い職員の裁量に任せている。学術出版物のみ受け入れるOpenDOARに対し、ROARはその他の資料も収蔵し、要覧にフィルタ機能を備えて国や地域、リポジトリの分類による絞り込みや、リポジトリの名称順の並べ替えなどができる。」 

## ROARMAP
ROARの関連組織オープンアクセス・リポジトリ委任・方針要覧 （ROARMAP）は方針の国際データベースで検索ができる。大学や研究機関、研究資金支援者が研究者に自ら査読付き論文をオープンアクセスの機関リポジトリに掲載するよう求める場合、どのような委任条件（open access mandates）ならびに方針を採用しているか、その発展を調べて提示する。 
設立は2003年、サウサンプトン大学のEPrintsが手がける。2006年に旧称機関の自己アーカイブ方針要覧」から「オープンアクセス・リポジトリ素材アーカイブ方針要覧」へ、続いて「オープンアクセス・リポジトリ・アーカイブ委任・方針要覧」を経て2014年頃に現在の名称に改称する。 
ROARMAPは委任条件の分類指標に強制度と有効性をあて、MELIBEA（メリベア）に集約する。2015年10月時点でオープンアクセスの委任を採用する機関は、世界の大学520超、研究資金提供者75件超を数えた。 